# Grete Digruber
Grete Digruber (Mariazell, 19 febbraio 1945 – 28 luglio 2010) è stata una sciatrice alpina austriaca.

## Biografia
Sciatrice polivalente con maggior propensione alle prove tecniche originaria di Sankt Sebastian e sorella di Franz, a sua volta sciatore alpino, Grete Digruber debuttò in campo internazionale in occasione del Criterium de la première neige 1960 (Val-d'Isère, 16-18 dicembre), dove si classificò 30ª nello slalom speciale; nel 1966 si piazzò 4ª nello slalom speciale di Oberstaufen dell'8 gennaio (nonostante avesse ottenuto il terzo tempo, il podio fu assegnato a Madeleine Bochatay poiché questa aveva un pettorale più alto), 2ª in quello del trofeo Zlata lisica (Maribor, 22-23 gennaio) e 12ª in quello dei Mondiali di Portillo 1966 (5 agosto), sua unica partecipazione iridata nonché congedo agonistico. Non prese parte a rassegne olimpiche.

## Palmarès

### Campionati austriaci
- 4 medaglie:
  -  2 ori (slalom speciale nel 1964; slalom gigante nel 1965)
  -  1 argento (combinata nel 1965)
  -  1 bronzo (slalom speciale nel 1965)[senza fonte]